# Heinsa
Klášter zrcadlení moře Heinsa (Haeinsa Čanggjong Pchandžon, korejsky 해인사) je klášterní komplex buddhistického směru Son, v němž je uložena sbírka dřevěných tiskařských desek ze 13. století s úplným překladem buddhistických kanonických spisů. Nachází se v provincii Jižní Kjongsang. Patří do jednoho z klášterů Tří drahokamů, z nichž každý reprezentuje jedno Buddhistické útočiště. Heinsa reprezentuje Dharmu. 
Klášter Heinsa se nachází na hoře Kaja a byl založen již na počátku 9. století. Na příkaz krále Kodžonga byly buddhistické texty vyryty oboustranně do dřevěných desek v době mongolské invaze, neboť Mongolové zničili podobný, starší soubor s texty Tipitaky z 11. století. Text je vyryt v čínštině. Sbírka vytvořená v letech 1236-1251 čítá celkem 81 258 dřevěných matric a je ceněna nejen jako vzácná dějinná (tisk znali Korejci dlouho před Gutenbergem) a náboženská památka, ale též jako hodnotné umělecko-řemeslné dílo. Soubor desek bývá přezdíván Tripitaka Koreana.
V roce 1995 se stal Klášter zrcadlení moře Häinsa společně se souborem desek Tripiṭaka Koreana jednou z prvních korejských památek zařazených na seznam Světového dědictví UNESCO.Podle výboru UNESCO se jedná o velmi unikátní historickou budovu, která byla jako jediná postavena specifickým způsobem z důvodu zachování vzácných artefaktů.

## Historie
Chrám byl postaven v roce 802 n. l. Podle legendy král Aečang rozeslal úředníky, aby našli mnichy, kteří by ji byli schopni vyléčit jeho nemocnou ženu. To se povedlo dvěma mnichům jménem Sunǔng a Ilčŏng. Jako projev vděčnosti mnichům a zároveň jako dar Buddhovi za jeho milosrdenství, král založil klášter Heinsa na místě, které kdysi sloužilo jako poutní.
V historii byl klášter několikrát renovován. Poprvé v 10. století, a poté v letech 1488, 1622 a 1644. Finanční podpory se mu dostávalo od krále Tchädžo, který jej využíval jako místo pro královské rituály a náboženské obřady.  V roce 1817 budova shořela, avšak o rok později byla znovu postavena.
Hlavní hala Däčŏkkwangčŏn (대적광전, 大寂光殿: Hala proslulého ticha a světla) je jako jedna z mála korejských chrámů zasvěcena Buddhovi Vairóčanovi. Většina korejských buddhistických klášterů v hlavních halách používá obrazy Buddhy Gautamy.

### Korejská válka
Během Korejské války se okolí kláštera stalo místem konfliktu mezi severokorejskými partyzány a jihokorejskou armádou. V září roku 1951 dostal jihokorejský plukovník letectva Kim Jông Hwang příkaz k bombardování budovy, rozkaz však odmítl. Během pozdějšího vyšetřování uvedl, že nemohl spálit vzácnou kulturní památku národa pouze proto, aby se zbavil komunistických partyzánů.

## Čanggjong Pchandžon
Komplex známý jako Čanggjong Pchandžon (korejsky 장경판전) je jedna z nejstarších částí kláštera Heinsa a dodnes slouží jako depozitář pro sbírku tzv. Tripitaky Koreany. V roce 1962 byl zapsán na seznam korejských národních památek.

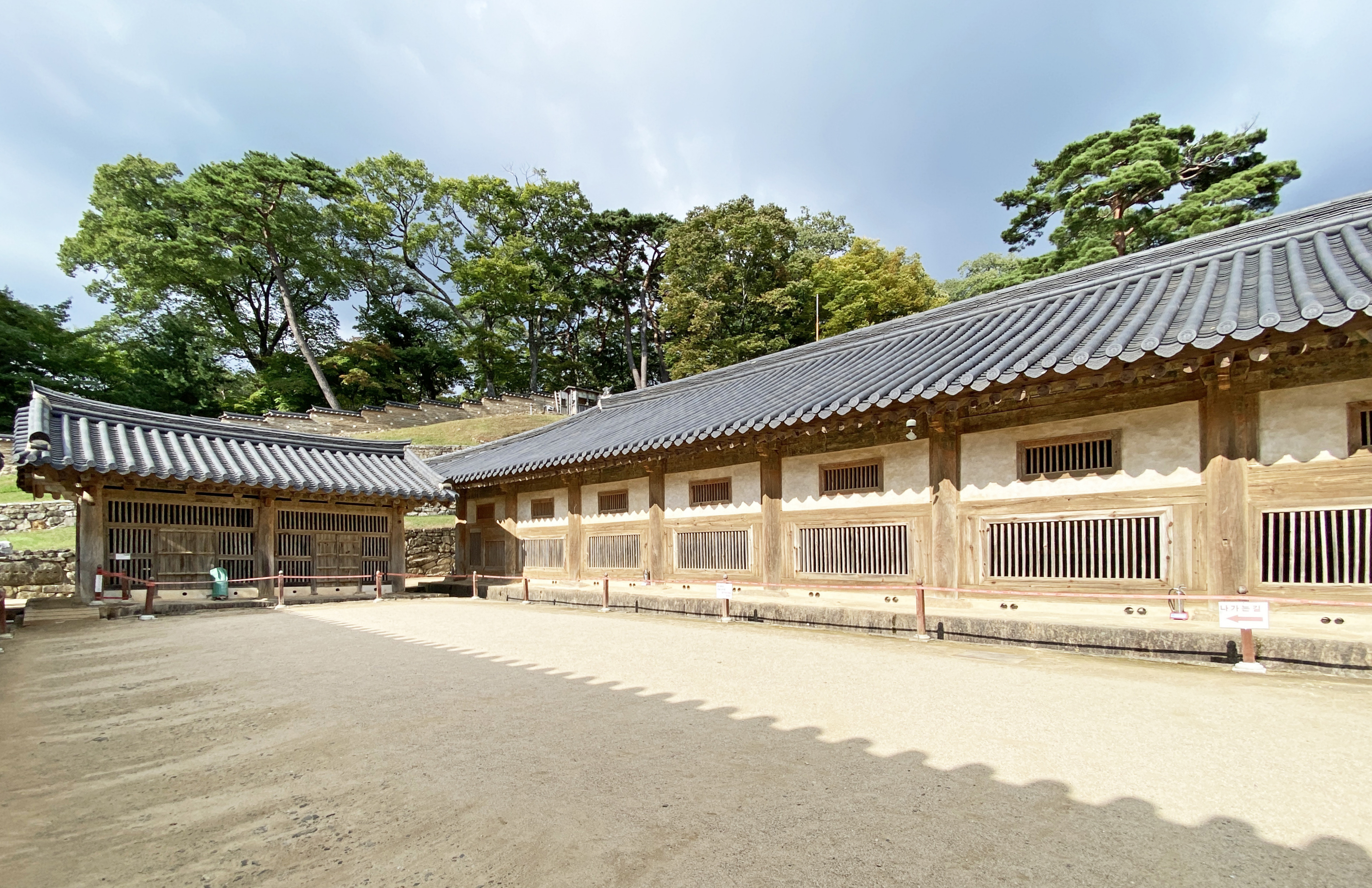
Čanggjong Pchandžon

Čanggjong Pchandžon zahrnuje čtyři budovy, dvě podlouhlé a dvě menší, které svým rozmístěním vytváří obdélník kolem vnitřního nádvoří. Vznikly v 15. století a jsou postaveny v tradičním stylu raného období dynastie Čoson. Tento styl je charakterizován jednoduchostí a harmonií. V komplexu se nachází okna různých velikostí a střechu i podlahu z jílu. Budovy tak odolaly zamoření hlodavci, plísněmi či hmyzem pomocí přirozené ventilace. Díky struktuře, která byla navržena specificky pro dlouhodobé uskladnění, v ní kanonické spisy (napsané na dřevěných deskách) vydržely přes 500 let bez jakékoli škody.
V roce 1970 byl postaven nový skladovací komplex, který využíval moderní techniky archivnictví. Když ale při testech pokusné dřevěné bloky začaly plesnivět, byl plánovaný přesun zrušen a desky zůstaly v klášteře.

## Tripitaka Koreana
Tripitaka Koreana je korejská sbírka Tipitaky, která je vryta do cca 80,000 dřevěných tiskařských bloků. Jedná se o nejstarší udrženou sbírku kánonů napsaných písmem Hanča. Sbírka je složena z 1 496 titulů rozdělených do 6 568 knih a 81 258 stránek.  Každý blok je 24 cm vysoký a 70 cm dlouhý.

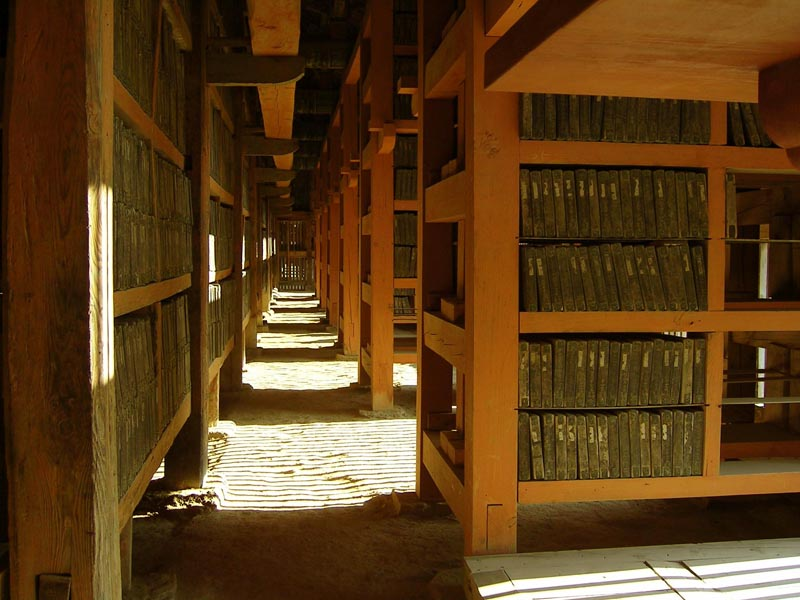
Tripitaka Koreana

Desky jsou vytvořeny z březového dřeva, které pochází z jižních ostrovů Koreje a prošly ošetřením proti rozkladu. Bloky byly nejprve tři roky namáčeny v mořské vodě, poté zkráceny a vyvařeny ve slané vodě. Následně byly desky tři roky ve stínu vystaveny větru, čímž byly připraveny k rytí. Po vyřezání textu bylo dřevo natřeno jedovatým lakem, který jej chránil před hmyzem. Na závěr byly bloky orámovány kovem, což zabránilo deformaci dřeva.

### Historie
Práce na sbírce započala v roce 1011 (ve válečném období) a byla dokončena v roce 1087. Vyřezávání textu do dřevěných bloků měl být způsob, který měl přinést změnu a vyzvat Buddhu k pomoci. Původní kolekce bloků byla zničena požárem v roce 1232 a to během Mongolské invaze do Koreje. Jako formu vzdoru vůči invazi přikázal tehdejší král opětovné vyhotovení tipitaky, které začalo v roce 1237 a skončilo 12 let poté. V roce 1398 byla přesunuta do chrámu Heinsa, kde se nachází doposud.
Podle akademika Roberta Bushwella Jr. bylo znovuvytvoření sbírky obrovským národním projektem, který stál mnoho peněz a námahy. Projekt porovnává s přistáním na Měsíci programu Apollo. Na vyrábění tripitaky koreany se podílely tisícovky akademiků a řemeslníků.
Tripitaka Koreana byla v období Edo jeden z nejžádanějších předmětů mezi japonskými buddhisty. Japonsko nebylo nikdy schopné vytvořit tipitaku složenou z dřevěných bloků a neustále se snažilo sbírku přivlastnit. Snaha o zisk tipitaky započala již od roku 1388. Od období Muromači Korea darovala Japonsku 45 kompletních otisků. Tripitaka Koreana byla použita jako základní zdroj pro vznik moderní japonské Taishō Tripiṭaky.

## Fotogalerie

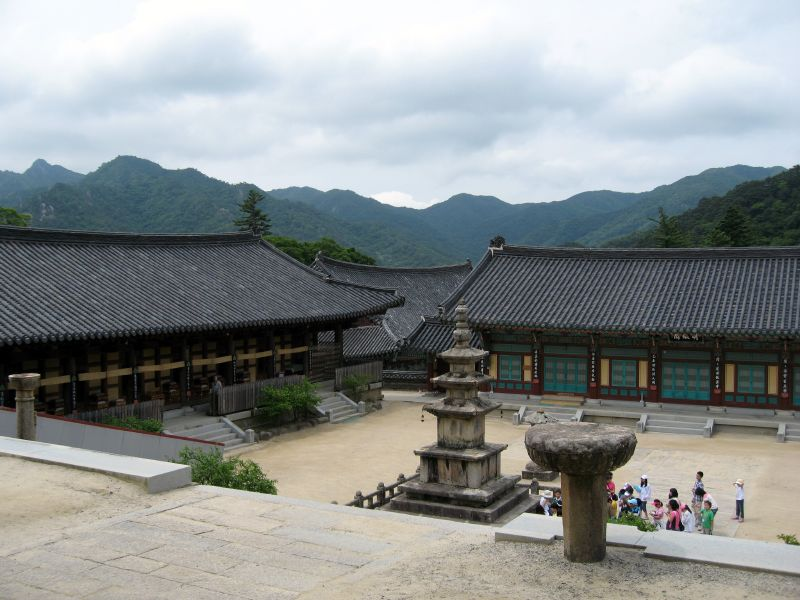
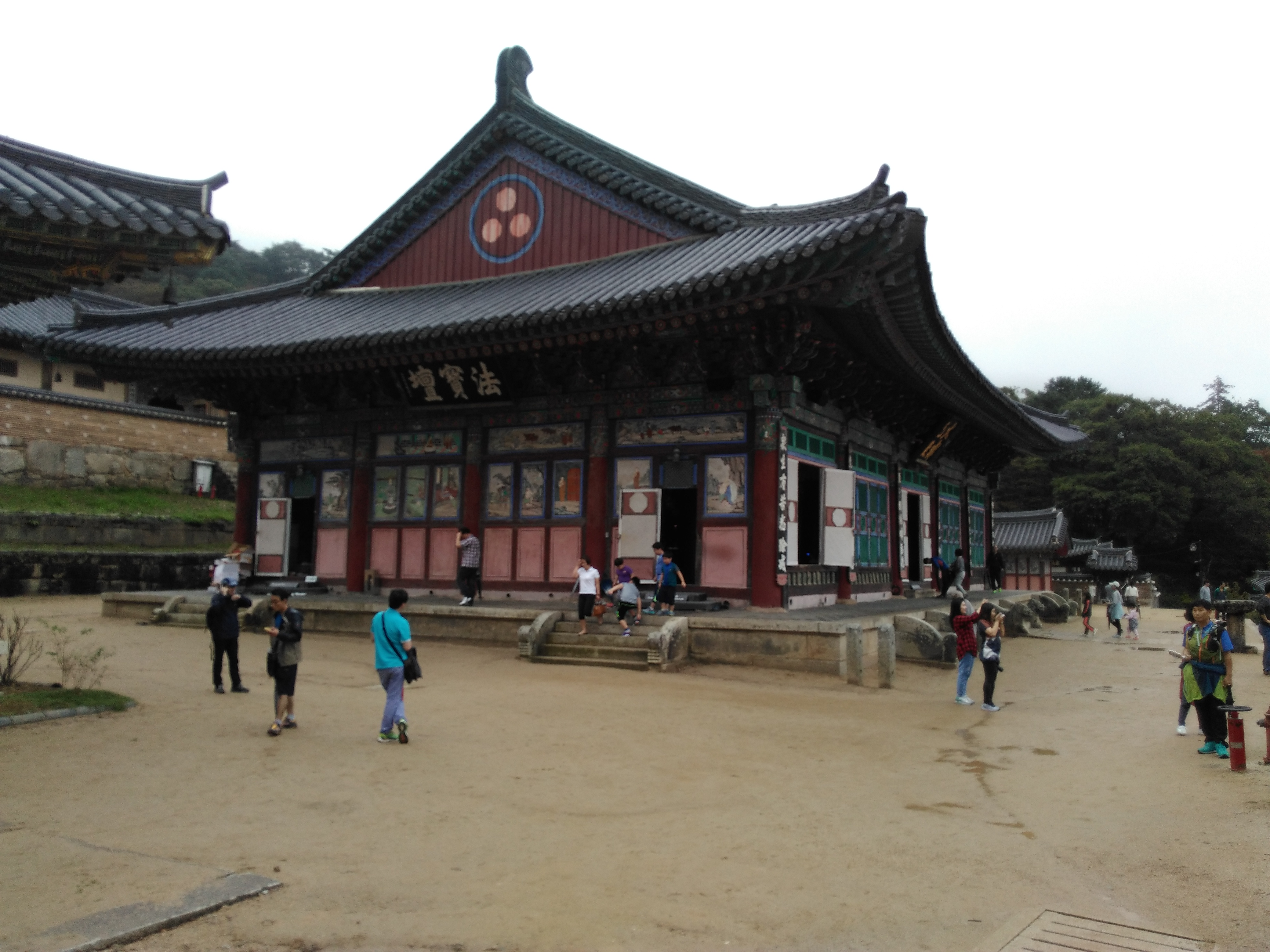
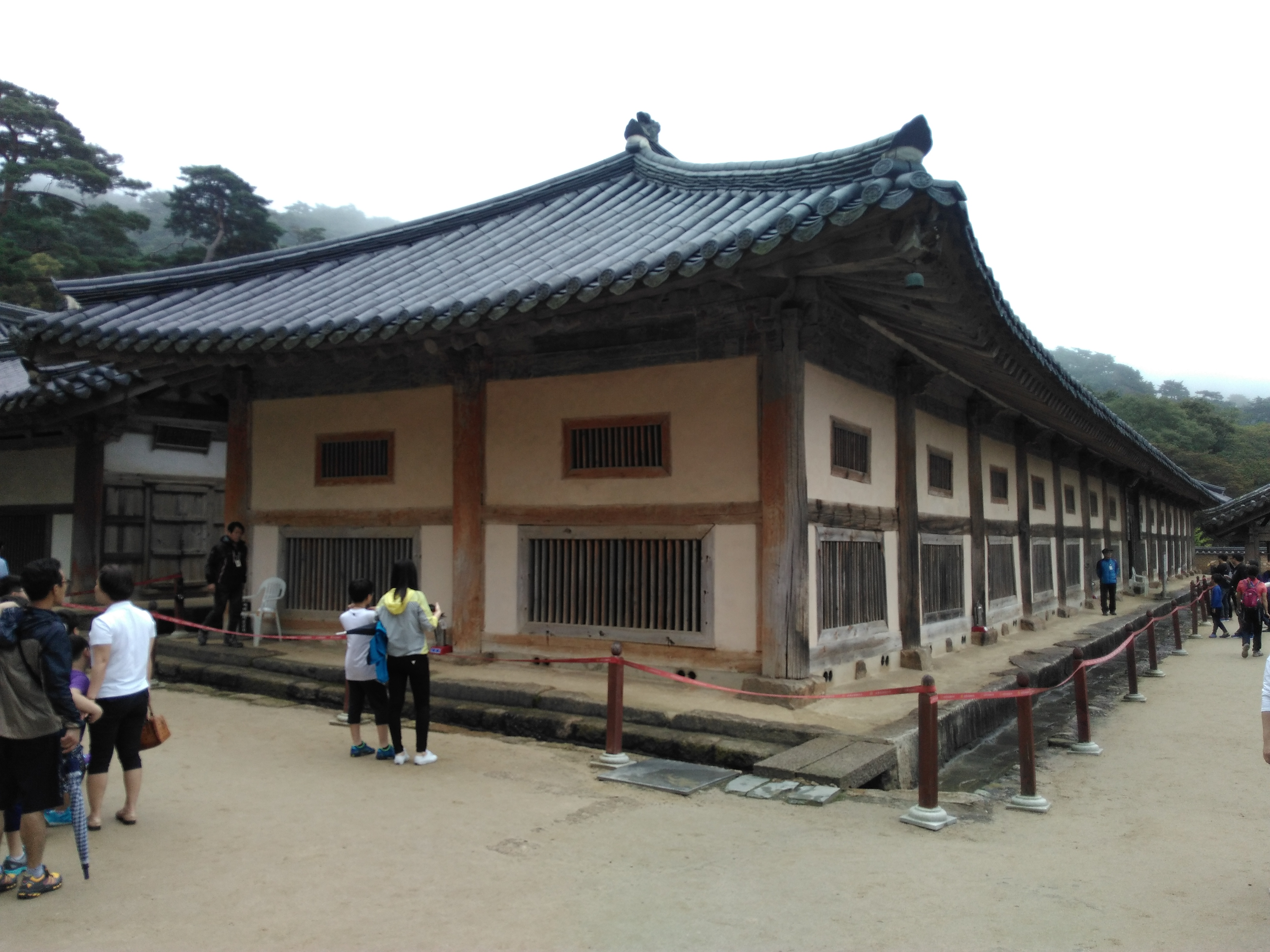
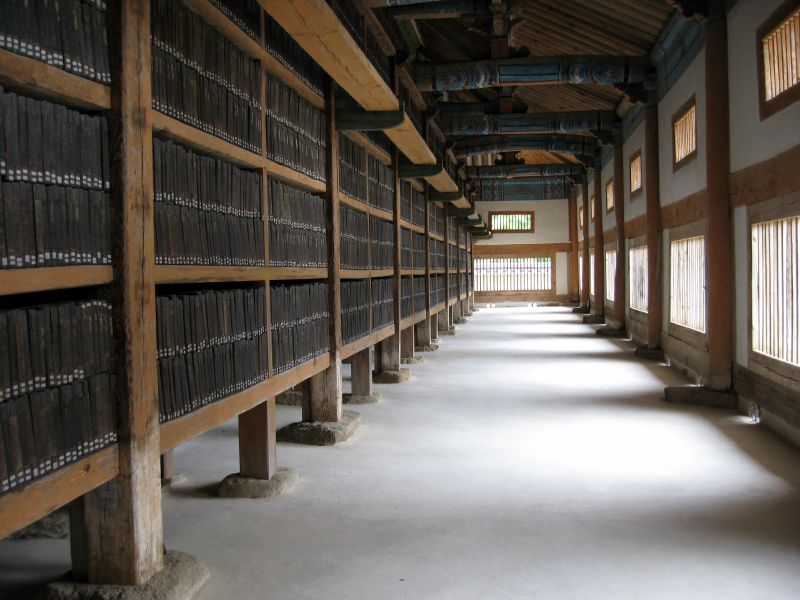